# Kiggelaria
Kiggelaria es un género de plantas fanerógamas de la familia de las achariáceas, se han descrito nueve especies de crecimiento arbustivo, pero su estatus taxonómico no está completamente resuelto

## Especies
- Kiggelaria africana
- Kiggelaria dregeana
- Kiggelaria ferruginea
- Kiggelaria flavo-velutina
- Kiggelaria glandulosa
- Kiggelaria grandifolia
- Kiggelaria hylophila
- Kiggelaria integrifolia
- Kiggelaria serrata